# Phare de Clarks Point
Le phare de Clarks Point (en anglais : Clarks Point Light) est un phare actif situé à New Bedford, dans le comté de Bristol (État du Massachusetts).

## Histoire
À l'origine le phare était une tour en bois qui a été remplacé par une tour en pierre en 1804. Ensuite il été remplace par une structure située sur les parapets du Fort Rodman (en), qui a été désactivée en 1898. Après une restauration au début des années 1970, ce feu a été rallumé en 2001 par la ville comme une aide privée à la navigation.
La première lumière à cet endroit a été érigée en 1797 par un groupe de marchands locaux, New Bedford étant à l’époque un centre de l’industrie baleinière. Cette première tour, construite en bois, n'a duré qu'un an avant d'être détruite dans un incendie. La seconde tour a également été érigé à titre privé, mais a été confié au gouvernement fédéral en 1800, après avoir été allumé l'année précédente. Cette tour a duré un peu plus longtemps, apparemment détruite par la foudre en 1803. L'année suivante, une tour de pierre de 12 mètres de long a été érigée et, en 1818, agrandie. Diverses améliorations ont été apportées à la tour au fil des ans, notamment de nouvelles lampes et une lanterne octogonale. Il n'y avait aucune demeure de gardien sur le site jusqu'en 1842.

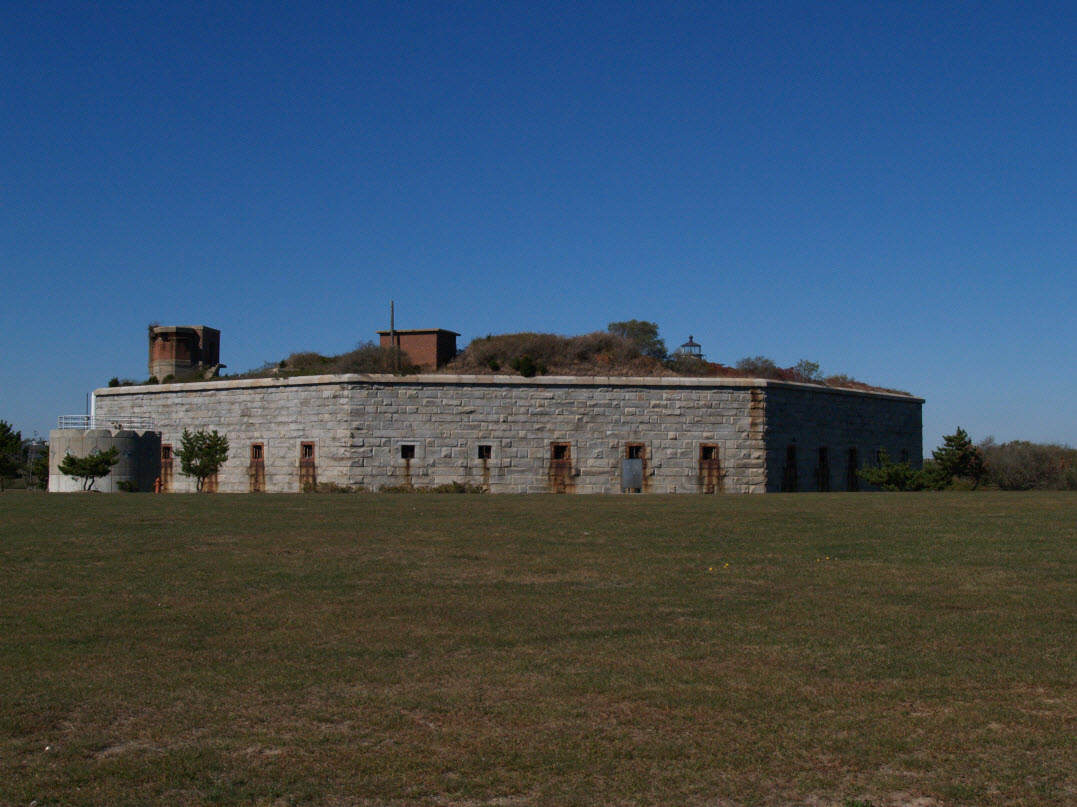
Fort Rodman

À partir de 1857, la construction du fort Rodman commence à côté du phare. Le fort est devenu obsolète à la suite de la guerre civile et la construction a finalement été arrêtée en 1871, bien que la superstructure en pierre soit pratiquement achevée à la fin de la guerre. On a constaté que les murs occultaient le phare sur certains secteurs et un nouveau phare a donc été construit sur le fort lui-même. Il s'agissait d'une petite structure en bois avec la lanterne posée sur son toit. Cette lanterne a été renforcée afin de minimiser les risques de dommages lors du tir des canons du fort, mais elles n'ont jamais été testées. La vieille tour a été abandonnée et a finalement été démolie en 1906. À cette époque, le phare de Butler Flats avait été établi à côté du chenal et la lumière du fort était devenue obsolète. Le gardien de Clarks Point a été transféré au nouveau feu en 1898 et l'ancien feu a été éteint.
Cependant, la lanterne est restée perchée sur le fort et, au début des années 1970, elle a été restaurée avec les vestiges du fort puis gravement endommagée par des vandales. À la fin des années 1990, la ville a reconstitué la zone autour du fort sous forme de parc. En 2001, le phare a été rallumé. Il continue à fonctionner en tant qu’aide à la navigation privée.

## Description
Le phare est une tourelle carrée en brique, avec une galerie circulaire et une lanterne octogonale sur le rempart du fort. La tour est peinte en blanc, la lanterne est noire. Il émet, à une hauteur focale de 21 m, un feu blanc fixe. Sa portée est de 9 milles nautiques (environ 17 km).
Identifiant : ARLHS : USA-174 ; USCG : 1-16795) - Amirauté : J0497.

### Lien connexe
- Liste des phares du Massachusetts